# Frank Black
Pour les articles homonymes, voir Francis et Black.
Charles Michael Kittridge Thompson IV, plus connu sous ses noms d'artiste successifs Black Francis et Frank Black, né le 6 avril 1965 à Boston (Massachusetts), est un musicien américain. Il est le leader et l'un des membres fondateurs du groupe Pixies.

## Avec Pixies (1986-1993 / depuis 2004)
Après leur rencontre à l'université courant 1984, Joey Santiago et Black Francis forment le groupe Pixies à Boston en 1986. En quelques années, la formation devient un des groupes majeurs de la scène rock alternatif du tournant des années 1980-1990, jusqu'à sa séparation en 1993. Pixies se reforme en 2004, uniquement pour effectuer de lucratives tournées dans un premier temps, puis pour sortir de nouveaux albums à partir de 2013.

### Les débuts en solo (1992-1995)
Quand les Pixies se séparent début 1993, Black Francis change son nom d'artiste en Frank Black.
Après le lancement d’une reprise électro de Hang On To Your Ego des Beach Boys (extrait de leur album Pet Sounds), il publie en 1993 son premier album, Frank Black, avec l’aide d'Eric Drew Feldman (Captain Beefheart, Pere Ubu). Salué par la critique, l'album ne connaît pas le succès de l'album des Breeders de Kim Deal, Last Splash, sorti au même moment.
En plus d’un hommage au groupe punk rock The Ramones (I Heard Ramona Sing : « The speed they’re travelling/They are the only thing ») et de la reprise citée plus haut de Brian Wilson, on retrouve dans ce premier album solo les thèmes favoris de l’ex-leader des Pixies : extra-terrestres, planètes lointaines, distorsions spatio-temporelles, folie douce, ésotérisme, etc. Frank Black s’essaye à différents styles de chant (du langoureux Everytime I Go Around Here au hurlant Ten Percenter), y compris parfois dans un seul et même morceau (Parry The Wind High, Low). Il poursuit, avec une orchestration élargie (cordes + cuivres), les expérimentations déjà perceptibles dans les deux derniers albums des Pixies, Bossanova (1990) et Trompe le monde (1991), semblant gagner en ambition et en puissance vocale ce qu’il perd en efficacité et légèreté.
Avec le dense Teenager Of The Year, sorti un an plus tard, la prolixité de Frank Black redouble : 22 morceaux s’y succèdent à un rythme échevelé. F. Black s’amuse à multiplier les ruptures de style, passant d’un court morceau hardcore (Thalassocracy) à une chanson reggae (Fiddle Riddle) ou une composition aérienne indécidable (The Vanishing Spies), etc. Les thèmes ne varient pas : astrophysique, science-fiction, caprices de l’espace physique, etc.

### Le virage punk rock (1996-2000)
Si Teenager Of The Year reste aujourd’hui l’un des albums préférés des fans de Frank Black, l’album est un échec commercial. Frank Black traverse alors une période de crise d’inspiration et renoue avec ses premières amours, le hardcore punk, s’appliquant à composer des titres moins ambitieux enregistrés dans l'urgence.
Dans la foulée de l’hymne Men In Black, où il est question de l’invasion de la terre par des extra-terrestres en forme de concombres (« You believe it ? You better ! » menace la chanson), l’album The Cult Of Ray, autoproduit et dédié à l’écrivain de science-fiction Ray Bradbury, violemment électrique, où l’orchestre se réduit à chant/basse/guitare/batterie, se heurte à l’incompréhension de la critique (dont F. Black, après qu'elle l'a sacré génie, n'a quinze ans plus tard toujours pas regagné les faveurs) et d’une partie des admirateurs des Pixies et des deux premiers albums.
Sur sa lancée, F. Black s'invente un groupe, The Catholics, et fait paraître un disque tout aussi brutal et électrique, Frank Black and The Catholics, dans lequel le morceau The Man Who Was Too Loud fait office de confession sur les raisons de ce tournant musical (« He’s not the man that he used to be »). L’unique ballade de l’album, Dog Gone, est une des plus déchirantes de l’auteur.
Pistolero, en 1999, poursuit dans la même veine électrique, mais avec beaucoup plus de cohérence et de richesse mélodique que les deux albums précédents. On y retrouve les accélérations, les ponts jetés entre hardcore et surf-music (So. Bay) et les subtils entrecroisements de mélodie (So Hard To Make Things Out) qui donnèrent en leur temps le style si neuf des Pixies.
Le disque suivant, Dog In The Sand (2000), propose une voie neuve. Toujours très rock (Blast Off, If It Takes All Night) mais lorgnant déjà vers la folk et le country rock (Bullet), voire la soul (The Swimmer), il amorce un deuxième tournant dans l’œuvre du chanteur.

### Le détour par Nashville (2001-2006)
Sortis en même temps en 2002, Black Letter Days et Devil’s Workshop offrent un éventail de chansons d’inspiration traditionnelle, country rock ou blues. F. Black a simplifié son écriture ; ses chansons, devenues pour beaucoup intimistes, abordent des sujets largement personnels, comme ses relations douloureuses avec sa femme (Whiskey In Your Shoes dans Devil’s Workshop aborde par exemple les thèmes du divorce et de l’alcoolisme : « Got divorce papers and we put down the ink/Tonight I won’t be having my usual drink »), sur des mélodies plus immédiates qu’à l’époque de Teenager Of The Year. À noter que c'est une reprise de Tom Waits (The Black Rider) qui ouvre et conclut Black Letter Days, et qu'une reprise d'un morceau instrumental des Pixies, Velvety, sur lequel cette fois-ci F. Black chante, ouvre Devil's Workshop.
L’album suivant, Show Me Your Tears, contient le blues biscornu Nadine et traite de la dépression. Un morceau pose la question dès son titre : When Will Happiness Find Me Again ? L’album se conclut sur une ballade mystique, Manitoba. Pendant l'enregistrement de cet album, les Pixies se reforment pour une longue série de concerts, F. Black divorce et se remarie avec la bassiste et chanteuse Violet Clark avec qui il aura plusieurs enfants et fondera quelques années plus tard le duo Grand Duchy.
F. Black abandonne les Catholics pour aller enregistrer à Nashville, en compagnie d’un certain nombre de grands noms (le légendaire guitariste Steve Cropper, Buddy Miller, Reggie Young, le bassiste David Hood), l’album Honeycomb. Doux-amer, serein, Honeycomb explore avec tendresse et professionnalisme divers aspects de l’americana : country, folk, soul. F. Black y interprète une version réussie du célèbre The Dark End of the Street de James Carr.
En 2005 et 2006, toujours à Nashville, F. Black enregistre le double album Fast Man/Raider Man : 27 morceaux. L'album, réalisé avec la collaboration de musiciens qu’on trouvait déjà sur Honeycomb, est plus rock et pop que le précédent, avec de surprenantes envolées soul (Sad Old World, Fast Man). Quatre morceaux sont coécrits par Reid Paley (en) (Dog Sleep, I'm Not Dead, Golden Shore et Down to You). F. Black reprend par ailleurs Dirty Old Town, chanson immortalisée par les Pogues qu'il admire.

### Résurrection de Black Francis (2007-)

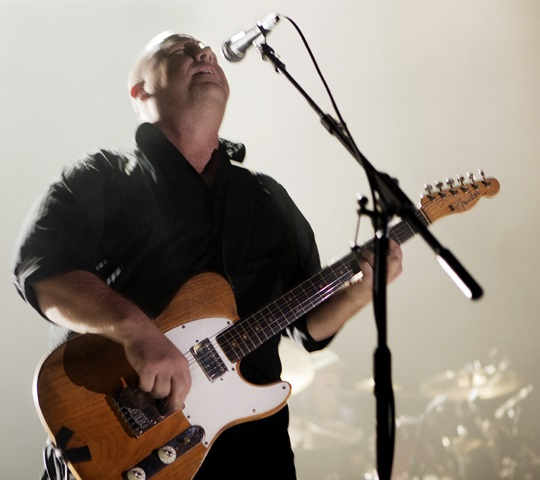
Avec Pixies à la Brixton Academy en octobre 2009.

Courant 2006, Frank Black reprend son pseudonyme du temps des Pixies et redevient Black Francis. Les morceaux inédits qu'on peut entendre dans l'album mi-live mi-studio Christmass sont signés de cet ancien pseudo.
Aidé par sa nouvelle compagne Violet Clark (à laquelle il avait dédié un morceau dans Honeycomb), il réalise Bluefinger, un album-concept consacré au peintre et musicien punk hollandais Herman Brood dont il reprend le titre You Can't Break A Heart And Have It. L'album sort en 2007, après la mise en ligne de cinq clips sur internet. Il raconte avec rage et tendresse la grandeur et la déchéance du « pope of the punk » (Angels come to comfort you). L'album est très favorablement reçu, certains critiques en ont même parlé comme du « 5e album des Pixies » tant attendu.
Début 2008, Black Francis publie le mini-album Svn Fngrs (pour « Seven Fingers ») comprenant sept morceaux très variés ayant en commun de faire référence à des créatures mythologiques ou des figures religieuses (ainsi Garbage Heap, consacré à la figure de Judas, ou Tale of Lonesome Fetter, dédié à l’une des incarnations de Bouddha).
En 2008, Black Francis écrit une bande originale pour le film muet The Golem (réalisé en 1920 par Paul Wegener), puis enregistre l'album Petits fours (en français dans le texte) avec Grand Duchy.
NonStopErotik, son troisième album solo sous le pseudonyme « Black Francis », sort en 2010. Il comprend des versions nouvelles de morceaux qu'il jouait depuis un certain temps sur scène (Rabbits, Dead Man's Curve).
En octobre 2011 sort en Europe un nouvel album réalisé en deux jours de septembre 2010 à Nashville avec son ami le chanteur Reid Paley, sobrement intitulé Paley & Francis : 10 chansons entre blues, rock et folk sont chantées successivement par l'un et par l'autre, chacun ayant écrit les paroles de celles qu'il interprète. À noter que les morceaux chantés par Black Francis ont en commun d'évoquer la sorcellerie.
Le deuxième album de Grand Duchy, Let the People Speak, sort en Europe en avril 2012. Le 18 septembre de la même année, la page facebook du groupe annonce en même temps la dissolution du groupe et le retour de Black Francis dans les studios pour un nouvel album.
Dans les premiers mois de l'année 2013, alors que Black Francis n'en finit pas de tourner seul sur scène, parfois accompagné de Reid Paley, une rumeur enfle : les Pixies sortiraient bientôt un nouvel album. Fin juin 2013, on apprend coup sur coup que Kim Deal a quitté le groupe, les Pixies mettent en ligne un nouveau morceau, Bagboy, à mi-chemin entre l'époque Bossanova/Trompe le Monde des Pixies et certains morceaux récents de Black Francis (Tight Black Rubber, Lake of Sin, Virginia Reel) enfin le site du groupe annonce qu'il entamera une tournée internationale à l'automne 2013, avec Kim Shattuck à la basse et des nouvelles chansons.
En septembre 2013, le groupe publie EP1, quatre morceaux téléchargeables sur son site.
Après leur tournée mondiale, les Pixies se séparent de Kim Shattuck et Paz Lenchantin rejoint le groupe en tant que bassiste avant une seconde tournée mondiale.
Le 3 janvier 2014 sort EP2.
Le 23 mars 2014 sort EP3, le site internet du groupe annonçant en même temps la sortie fin avril du 5e album des Pixies, Indie Cindy, qui réunit les douze morceaux des trois EP.
En mai 2015, les Pixies entament une nouvelle série de concerts avec de nouveaux morceaux.
Le 6 juillet 2016, à la veille d'une tournée européenne, les Pixies annoncent la sortie le 30 septembre 2016 d'un nouvel album studio, Head Carrier, et rendent public un premier extrait : Um Chagga Lagga. Paz Lenchantin est désormais officiellement une "Pixie".
Le 17 août 2016 sort un deuxième extrait de l'album, Talent , puis un troisième le 5 septembre, Tenement Song, accompagné d'un clip. Black Francis co-réalise avec Louis Collin le clip de Um Chagga Lagga et Paz Lenchantin réalise celui pour Classic Masher.
Le 13 septembre 2019, sort Beneath the Eyrie, précédé des singles Graveyard Hill et Catfish Kate, troisième album des "nouveaux" Pixies.
Le 30 septembre 2022, après avoir fait paraître deux singles dont Hear Me Out chanté par Paz Lenchantin, Pixies sortent leur quatrième album depuis la reformation, leur huitième depuis leurs débuts : Doggerel.

## Discographie

### Avec Pixies
- Novembre 1987 : Come On Pilgrim - 4AD (mini-album tiré d'une bande démo)
- Mars 1988 : Surfer Rosa - 4AD
- Avril 1989 : Doolittle - 4AD
- Juillet 1990 : Bossanova - 4AD
- Septembre 1991 : Trompe le Monde - 4AD
- 1997 : Death to the Pixies 1987-1991 - 4AD (1re compilation du groupe qui dans sa version française est accompagnée d'un disque bonus enregistré live en septembre 1990 aux Pays-Bas)
- 1998 : Pixies at the BBC - 4AD (compilation d'enregistrements pour la BBC de 1988 à 1991)
- 2001 : Complete B-Sides - 4AD (compilation des faces B singles de 1988 à 1991 non reprises sur les albums)
- 2002 : Pixies (The Purple Tape) - Cooking Vinyl (complément du premier mini-album, chansons tirées de la même bande démo)
- 2004 : Wave of Mutilation: The Best of - 4AD (2e compilation plus complète et définitive)
- Septembre 2013 : EP1
- Janvier 2014 : EP2
- Mars 2014 : EP3
- Avril 2014 : Indie Cindy - Pixiesmusic, PIAS
- Septembre 2016 : Head Carrier - Pixiesmusic
- Septembre 2019 : Beneath the Eyrie - BMG/Infectious
- Septembre 2022 : Doggerel - BMG
- Octobre 2024 : The Night the Zombies Came - BMG

### Frank Black
- 1993 : Frank Black - 4AD
- 1994 : Teenager of the Year - 4AD
- 1995 : Black Session (live) - 4AD
- 1996 : The Cult of Ray - Sony Music
- 1998 : Frank Black & the Catholics - PIAS
- 1999 : Pistolero - PIAS
- 2000 : Dog in the Sand - Cooking Vinyl
- 2000 : Oddballs (Compilation de B-Sides. Tirage Limité)
- 2000 : Sunday Sunny Mill Valley Groove Day (Album jamais sorti officiellement, apparemment Frank Black n'a pas apprécié ses conditions d'enregistrement. Des copies ont néanmoins fuité sur internet. 10 titres, dont la chanson éponyme qui est une reprise de Doug Sahm, et "Sister Isabelle" de Del Shannon. Certaines chansons seront reprises par la suite dans divers albums)
- 2002 : Black Letter Days - Cooking Vinyl
- 2002 : Devil's Workshop - Cooking Vinyl
- 2003 : Show me your Tears - Cooking Vinyl
- 2004 : FrankBlackFrancis (démos + nouvelles versions de chansons datant des Pixies) - Cooking Vinyl
- 2005 : Honeycomb - Cooking Vinyl
- 2006 : Snake Oil (Compilation de reprises disponible uniquement par téléchargement légal) - Tunecore
- 2006 : One More Road for the Hit (Compilation de B-Sides disponible uniquement par téléchargement légal) - Tunecore
- 2006 : Fast Man/Raider Man (Double album) - Back Porch
- 2006 : Christmass - Cooking Vinyl

### Black Francis
- 2007 : Bluefinger - Cooking Vinyl
- 2008 : Svn Fngrs (mini-album) - Cooking Vinyl Unyon Records
- 2010 : The Golem (Bande-son écrite pour le film Der Golem de Paul Wegener sorti en 1920)
- 2010 : NonStopErotik
- 2010 : Abbabubba (Compilation de B-Sides etc.)
- 2011 : Paley and Francis (album réalisé en duo avec Reid Paley) - Unyon Records

### Grand Duchy
- 2009 : Petits Fours - Cooking Vinyl
- 2012 : Let The People Speak - Cooking Vinyl